# Pellaea glabella
Pellaea glabella är en kantbräkenväxtart. Pellaea glabella ingår i släktet Pellaea och familjen Pteridaceae.

## Underarter
Arten delas in i följande underarter:
- P. g. glabella
- P. g. missouriensis
- P. g. occidentalis
- P. g. simplex

## Bildgalleri

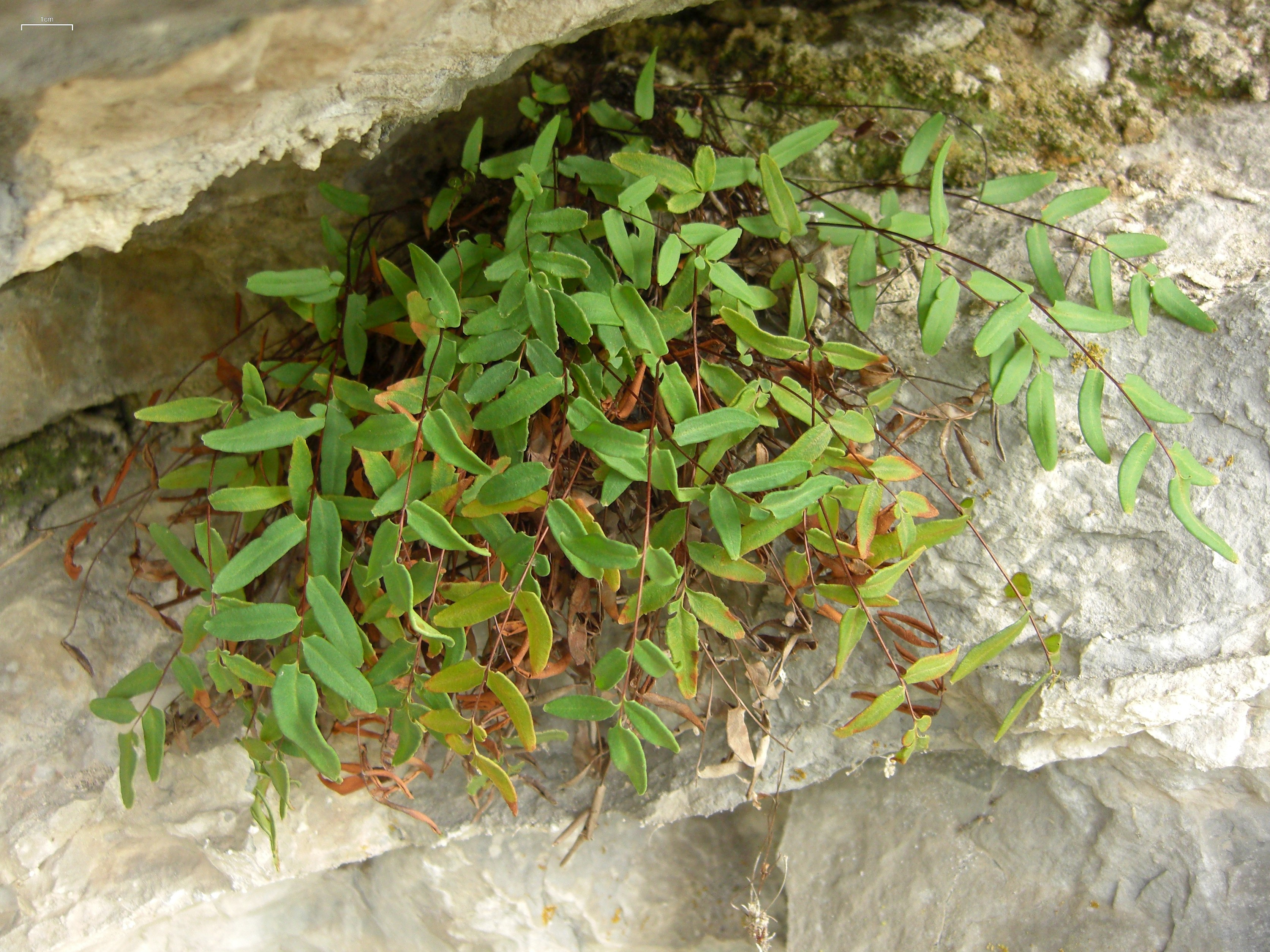